# Mont Lozère
Mont Lozère (occitansk: Mont Losera) er den højeste top i Cevennerne, en bjergkæde i Centralmassivet i Lozère, Occitanien, i det sydlige Frankrig. Det er 1.699 moh. og ligger i nationalparken Parc national des Cévennes. Lidt øst for toppen er udspringet for floden Tarn, der er en biflod til Garonne. Den smalle vej fra Le Bleymard mod Le Pont-de-Montvert fører tæt forbi toppen.

## Eksterne kilder og henvisninger
- Wikimedia Commons har flere filer relateret til Mont Lozère
- Om Mont Lozère